# 745 a.C.
Il 745 a.C. (DCCXLV a.C. in numeri romani) è un anno  dell'VIII secolo a.C.

## Eventi
- Tiglatpileser III diventa re assiro
- Fine del regno di Zaccaria d'Israele

## Morti
- Aliatte I, re
- Geroboamo II, sovrano israelita